# Кошћела
Кошћела (лат. Celtis australis) је листопадно дрво које расте у области Медитерана. Често је у Далмацији, Херцеговини и Црној Гори. Високо је до 25 m. Лишће јој је тамнозелене боје, а у јесен постаје жуто. Плодови су мали и округли, након сазријевања смеђи или тамнољубичасти. Слатки су и јестиви.
Има велики број народних назива: беприма, гангулић, гланголић, кастањуоле, коприва, копривец, копривник, копривић, копривка, копривњак, копривовец, копривовц, копривчек, коприна, коприуц, костањула, костела, костјелић, кошћела, кошћелица, кршанац, ладоња, пелегринка, покрива, ракета, ступ-коприва, турски чатламбук, фанфарика, фафаринка

## Таксономија
Кошћела припада класи дикотиледоних биљака (Magnoliopsida) и реду ружа (Rosales). Раније је сврставана у породицу бријестова (Ulmaceae), али се данас класификује у породицу конопљи (Cannabaceae). Осим ње, род Celtis окупља још 60-70 врста.
Њему сродно дрво је бођош.

## Опис
Стабло кошћеле може бити високо 20—25 m. Кора је сива и глатка. Старењем, на њој настају кврге и бразде. За неке кошћеле се сматра да су старе и до хиљаду година. Њихово стабло је веома широко и труло изнутра.
Листови имају једноставан, издужен облик, са шпицастим крајем. Ивице су оштро назубљене, па подсећају на лишће коприве (по томе је и настао назив копривић). Тамнозелене су боје и дугачки 5—15 cm.
Цветови су зеленкастосмеђи. Јављају се у априлу, петоделни су и једнополни. Женски цветови су на врховима овогодишњих изданака, а мушки испод њих, чиме се спречава самооплодња. Опрашивање врше пчеле.
Плодови су округле коштунице, пречника до 1 cm. Расту појединачно. Прво су зелени, па након сазревања постају жути, смеђи и на крају (у октобру) црнољубичасти.

## Станиште
Ареал кошћеле се простире од југа Европе и севера Африке, преко југозападне Азије, до Индије. Типична је средоземна биљка. Расте у условима медитеранске и субмедитеранске климе. У Далмацији и околним областима, врло је често дрво око сеоских кућа. Одговара јој земљиште слабије плодности, а често расте из пукотина стијена (кречњака).

## Значај
Плодови кошћеле су јестиви, али се у данашње доба ријетко користе у исхрани. Њихов значај је раније био много већи, јер људи тада нису знали за разноврсно и квалитетно воће, које се данас гаји. Лишће и плодови се такође могу употребљавати у медицинске сврхе. Лишће се бере и суши почетком љета, а плодови се беру прије потпуног сазријевања. Највише се користе код менструалних проблема.